# تالیا شایر
تالیا شایر (انگلیسی: Talia Shire؛ زادهٔ ۲۵ آوریل ۱۹۴۶) هنرپیشه اهل آمریکا است. وی از سال ۱۹۶۸ میلادی تاکنون مشغول فعالیت بوده‌ و خواهر فرانسیس فورد کوپولا است.
از فیلم‌هایی که وی در آن نقش داشته‌است، می‌توان به سه گانه پدرخوانده و فیلم راکی اشاره کرد.

## فیلم‌شناسی
فهرست برخی از فیلم‌هایی که تالیا شایر در آن‌ها به ایفای نقش پرداخته است:
- پدرخوانده
- پدرخوانده: قسمت دوم
- پدرخوانده: قسمت سوم
- راکی
- راکی ۲
- راکی ۳
- راکی ۴
- راکی ۵
- قلب من هاکبی
- سقوط مرگبار
- از سیر تا پیاز
- عروس را ببوس

## زندگی خصوصی
تالیا شایر خواهر فرانسیس فورد کاپولا کارگردان سه گانه پدر خوانده است.
نام تولد او تالیا رز کوپولا است و او پس از ازدواج با دیوید شایر نام خانوادگی خود را به شایر تغییر داد.